# Sexto Pompeu (avô de Pompeu)
Sexto Pompeu (em latim: Sextus Pompeius) foi o avô do triúnviro Pompeu.

## Família
São conhecidos dois filhos seus: o mais velho, Sexto Pompeu, que tinha grande conhecimento da lei romana, da geometria e da doutrina dos estoicos, e o filho mais novo, Cneu Pompeu Estrabão, o pai de Pompeu.
De acordo com William Smith, ele se casou com Lucília, irmã do poeta Caio Lucílio; Veleio Patérculo teria errado  ao dizer que Lucilia era a mãe de Pompeu, o Grande, e vários outros autores modernos vem repetindo este erro.